# Sabine Sommerkamp-Homann

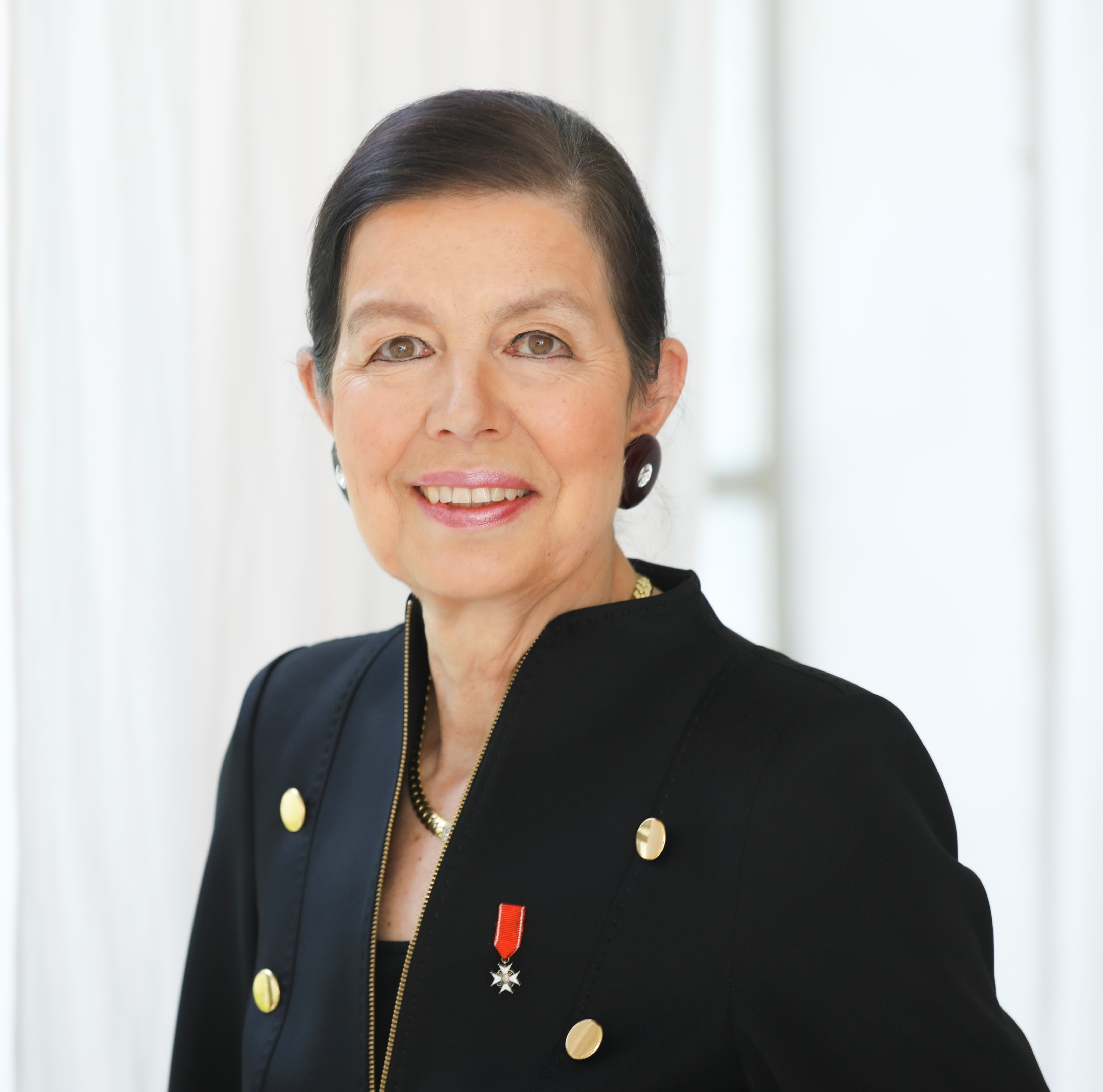
Sabine Sommerkamp-Homann, 2022

Sabine Sommerkamp-Homann (* 15. Juni 1952 in Hamburg) ist eine deutsche Philologin, Journalistin und Autorin. Am 18. Juni 1997 wurde sie zur Honorarkonsulin der Republik Lettland ernannt und leitet seither das Lettische Honorarkonsulat in Hamburg.
Wissenschaftlich und künstlerisch tätig ist sie in den Bereichen Literatur, Musik und Malerei.
Sabine Sommerkamp ist mehrfache Literaturpreisträgerin. 2002 wurde sie zur Senatorin h.c. der Lettischen Kulturakademie in Riga ernannt, 2010 von Staatspräsident Valdis Zatlers mit dem Lettischen Verdienstkreuz ausgezeichnet.
Sabine Sommerkamp-Homann ist mit dem Unternehmer Klaus Homann verheiratet und Mutter eines Sohnes.

## Auszeichnungen

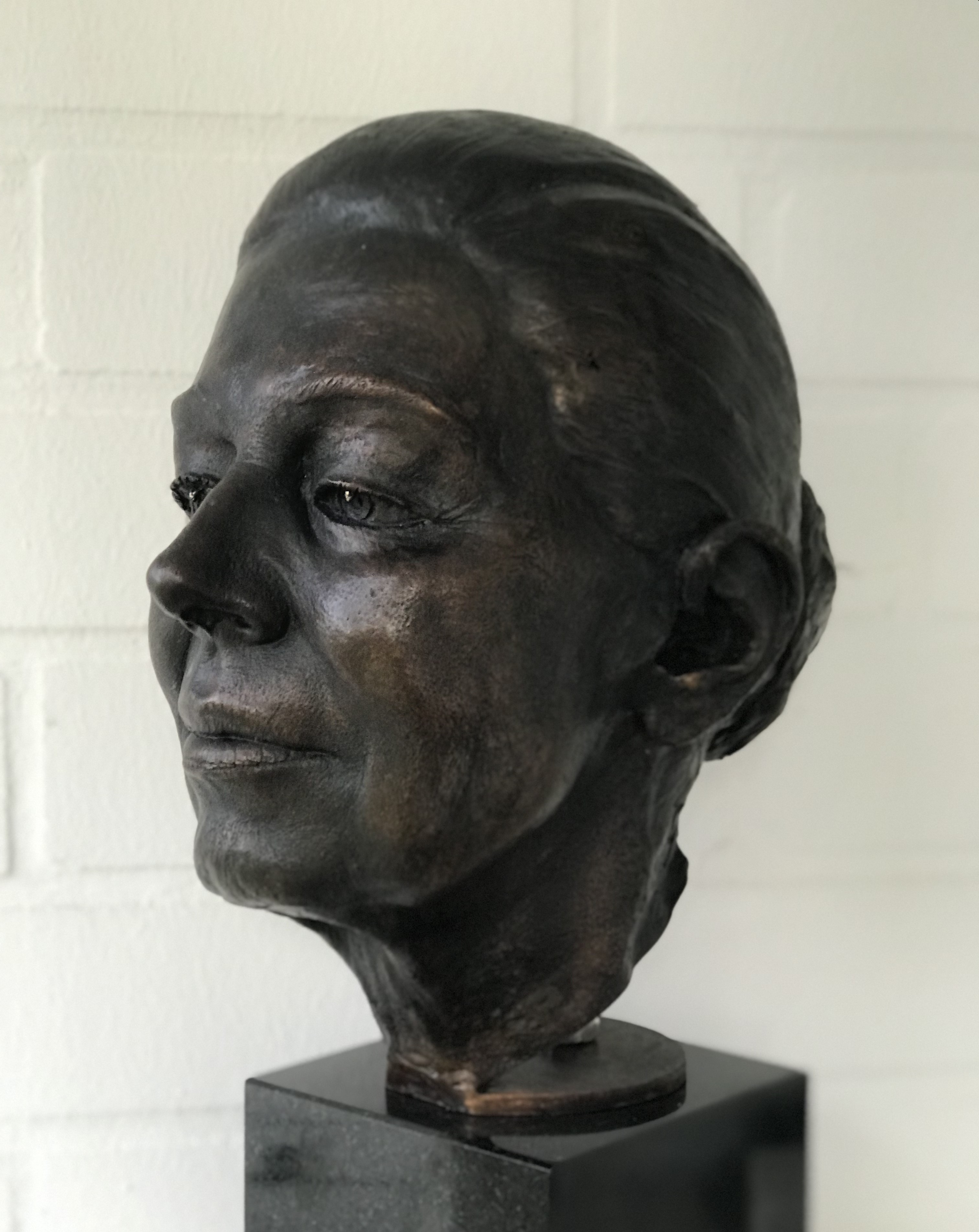
Bronzekopf von Sabine Sommerkamp-Homann, 2022. Künstlerin: Claudia Guderian

## Leben, Ausbildung und Beruf
Sabine Sommerkamp wuchs in Hamburg auf. Seit frühester Kindheit verbrachte sie ausgedehnte Aufenthalte in den USA, Südamerika und dem Fernen Osten. Sie ist die Tochter des Luftverkehrskaufmanns Ernst Günter Sommerkamp, einem der Pioniere der modernen Luftfahrt, und seiner Ehefrau Antonie Sommerkamp, geborene Dreffein. Während des Zweiten Weltkrieges arbeitete ihre Mutter als Technische Zeichnerin in der Flugzeugkonstruktion bei Blohm & Voss.
Nach dem Abitur 1973 studierte Sabine Sommerkamp-Homann Germanistik, Anglistik/Amerikanistik, Erziehungswissenschaft (Erstes und Zweites Staatsexamen), Vergleichende Religionswissenschaft und Japanische Literatur an den Universitäten Bonn und Hamburg. 1975/76 folgte ein Studienjahr in England (Stipendium des DAAD).
1984 promovierte sie zum Dr. phil. über das japanische Haiku und seinen Einfluss auf die westliche Dichtung und Kultur. Neben dem Studium arbeitete sie journalistisch (Feuilleton) für „Die Welt“ und „GEO“, von 1976 bis 1982 als Regieassistentin für die Deutsche Wochenschau/cinecentrum (Schwerpunkt Industriefilm).
1982 bis 1986 Ausbildung und Arbeit als Redakteurin beim NDR Fernsehen.
1986 bis 1991 Tätigkeit als Stellvertretende Konzernsprecherin der Beiersdorf AG, 1991 bis 2009 als dortige Leiterin Strategische Zielgruppen.
Seit 1997 leitet Sommerkamp-Homann das Honorarkonsulat der Republik Lettland in Hamburg.

## Wissenschaftliche und künstlerische Tätigkeit